# Tulcea-arm

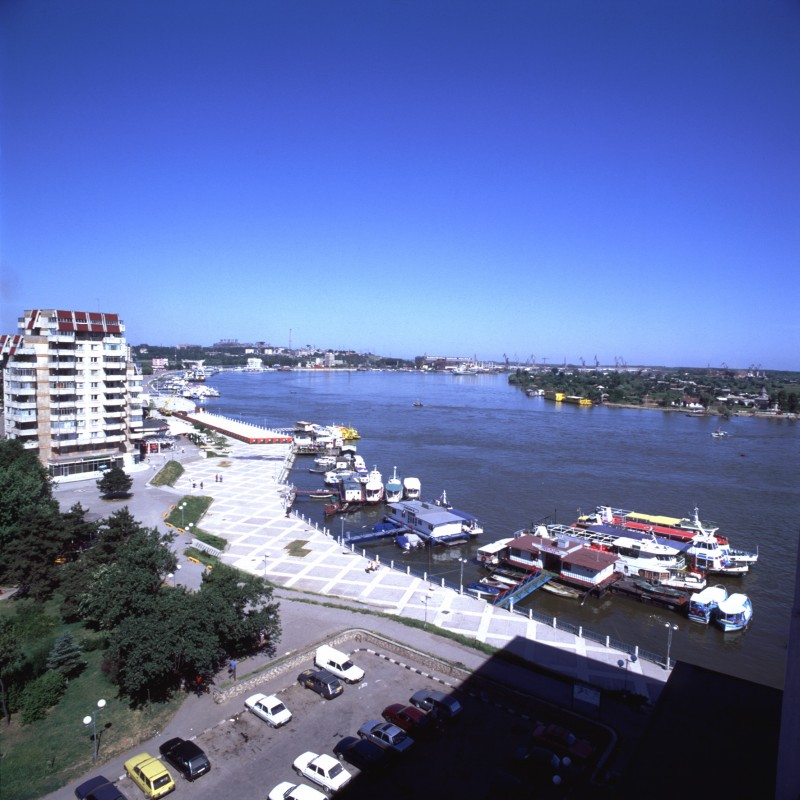
De stad Tulcea aan de Tulcea-arm van de Donaudelta

De Tulcea-arm (Roemeens: Brațul Tulcea) is een vertakking van de Donau in de Donaudelta. Hij ontstaat doordat de Donau zich vertakt; de ene stroomt als Donau of Chilia-arm verder en vertakt zich pas later, en de andere (Tulcea-arm) stroomt langs de stad Tulcea en splitst zich later op zijn beurt weer in de Sulina-arm en de Sfântu Gheorghe-arm. En ze vloeien uiteindelijk allemaal in de Zwarte Zee. De Tulcea-arm is 8 kilometer lang en is verantwoordelijk voor 40% van het water in de Donau te kunnen afvoeren.